# TuS Metzingen
El TuS Metzingen es un club de balonmano femenino de la localidad alemana de Metzingen. En la actualidad juega en la Liga de Alemania de balonmano femenino desde el año 2012.

## Títulos y trofeos
- 1 x Copa de Alemania (2024)
- Subcampeón de Liga (2006) y tercer clasificado (2015, 2017, 2019, 2020, 2021)
- Finalista de la Liga Europea (2015/16)

## Plantilla 2024-25
| Porteras - 12 Marie Weiss - 16 Lea Schüpbach Extremos izquierdos - 2 Selina Kalmbach - 4 Lois Van Vilet Extremos derechos - 7 Sabrina Tröster Pivotes - 93 Julia Behnke - 26 Svenja Hübner - 8 Ida Petzold | Laterales izquierdos - 9 Naina Klein - 23 Verena Oswald Centrales - 98 Viktoria Woth - 21 Sandra Erlingsdóttir - 15 Katharina Goldammer Laterales derechos - 20 Jana Cheib - 18 Elinore Johansson |

### Entradas y salidas
Entradas y salidas para la temporada 2025/26:
| - Charlotte Cholevová (LI) (desde el SCM Râmnicu Vâlcea) - Sára Suba (PO) (desde el SV Union Halle-Neustadt) - Svenja Demmel (PIV) (desde el HCD Gröbenzell) - Gabriela Bitolo (LD) (desde el Costa del Sol Málaga) | - Rebecca Rott (retirada, Diciembre 2024) - Anna Frankova (ED) (al BSV Sachsen Zwickau) - Julia Behnke (PIV) (retirada) - Jana Scheib (LD) (al Thüringer HC) - Verena Oßwald (LI) - Lea Schüpbach (PO) - Sandra Erlingsdóttir (CE) |